# Tublay
Ne doit pas être confondu avec Tubay.
Tublay est une municipalité de la province de Benguet.
Elle compte 8 barangays :
- Ambassador
- Ambongdolan
- Ba-ayan
- Basil
- Daclan
- Caponga (Pob.)
- Tublay Central
- Tuel